# Breda 61
A Breda 61 egy tüzérségi vontató, amelyet az olasz E. Breda SpA gyártott a Regio Esercito és a Wehrmacht számára a második világháború ideje alatt.

## Története
A német szövetségesektől eltérően az olasz Regio Esercito nem fordított külön figyelmet a féllánctalpas járművek fejlesztésére a két világháború között. Ugyanakkor az olasz hadseregben egyre nagyobb igény mutatkozott terepjáró tüzérségi vontatók és csapatszállítók használatára. Ezért 1938-ban a német Wehrmacht szolgálatban álló féllánctalpas Sonderkraftfahrzeug 7 kitűnő tulajdonságai miatt, (amelynek fejlesztése tíz évvel korábban, 1928-ban, Krauss-Maffei-ben kezdődött) az olasz logisztikai vezetők 1941-ben úgy döntöttek beszereznek egy példányt tesztelés céljából. A Fiat és a Breda olasz autógyártók összefogtak, hogy kielégítsék a hiányt ezért gyorsan elkészítették a Sd.Kfz. 7 másolatát amellyel sok időt és pénzt takarítottak meg. Az olasz hadsereg megrendelést adott az E. Breda SpA.-nak 500 darab Breda 61 jármű legyártására. Néhány hónappal később a Fiat is bemutatta a Fiat 727-et, egy kisebb modellt, ami kisebb Fiat motorral és kisebb vontatóteljesítménnyel bírt. A Fiat megrendelést kapott 100 példányra. Breda szállította az első megrendelt 36 darabos "Breda 61" tételt, amellyel azonnal felszerelték a 136-os "Divisione Corazzata Legionaria Centauro" tüzérségi csoportját 1943 áprilisában. Azonban Olaszország kapitulációja után (1943 szeptember 8.), a szállítás fennmaradó részét törölték. A Fiat egyidejűleg szállította az első 8 járműből álló tételét, és a rendelés itt is törlésre került. Azonban Wehrmacht volt az, aki miután kipróbálta a Breda modellt, 300 példányt rendelt belőle 1943 szeptembere és 1944 áprilisa között azonban csak 199-et kapott, mielőtt Olaszországi német egységek is megadták magukat a szövetségesek előtt.
A Breda bemutatta a páncéltörő ágyúval felszerelt Breda 61 változatának prototípusát is, ami hátsó platóra felszerelve egy Cannone da 75/46 C.A. Modello 1934 vagy Cannone da 90/53 Modello 1939 löveget, amely képes volt teljes 360 °-os forgatásra a tengelye körül. 

## Műszaki jellemzők
A Breda 61 egy közepes kapacitású tüzérségi vontató kategóriába sorolható, 8 tonnás teher vontatására volt alkalmas. Az Sd.Kfz. 7-hez hasonlóan, az alváz úgy épül fel, hogy 2 első kormányozható keréken és oldalanként egy hernyótalpon nyugszik, amely biztosítja a jármű vonóerejét. A futómű 7 részből álló egymásra helyezett kerékből (4 szimpla és 3 dupla kerékből), valamint egy elülső hajtókerékből áll (Krauss-Maffei szabadalom). A meghajtásról egy 6 hengeres vízhűtéses 7412 cm 3 benzinmotor gondoskodott, amely meghajtotta a vontató hátsó lánctalpait és emellett egy 3,5 tonnás hátsó csörlőt is. A nyitott kabinban 3 sorban ülő helyek voltak, a jobb oldalon helyezték el a sofőr helyét, a háttámlák állványokkal voltak felszerelve, amelyek rögzítették a katonák fegyvereit az utazás során. A hátsó nagy csomagtartó lehetővé tette hogy a tüzérségi lőszereket ott szállítsák, illetve egyéb esetben az ellátmányt,felszerelést. A német modelltől eltérően, amely bal oldali vezetési pozícióval rendelkezett jelentősen javította a vezető kilátását, de mindenekelőtt a Breda motor erősebb, kevésbé zajos, kevesebbet fogyasztott (a feljegyzések szerint csaknem a fele), a jármű gyorsabb és stabilabb volt. A személyzet általában egy autóvezetőből és 10 katonából állt.